# 许克振
许克振（1956年7月—），男，汉族，湖北仙桃人，中华人民共和国政治人物。湖北经济管理学院（今湖北第二师范学院）行政管理专业专科毕业，湖北省社会科学院产业经济学专业在职研究生学历，经济学硕士。

## 生平
1972年5月参加工作。1975年2月加入中国共产党。历任中共仙桃市委副书记、市长、市委书记；中共荆门市委副书记、市长；湖北省经济委员会（省中小企业发展局）主任（局长）；中共咸宁市委书记、市人大常委会主任；湖北省发改委主任等职。2012年9月，任湖北省人民政府副省长。2017年1月，辞去湖北省人民政府副省长职务，当选湖北省政协副主席。